# آساکورا ساداکاگه
آساکورا ساداکاگه (انگلیسی: Asakura Sadakage; ۳ مارس ۱۴۷۳ – ۱۱ آوریل ۱۵۱۲) سامورایی اهل ژاپن پسر آساکورا اوئه‌کاگه و نهمین رهبر خاندان آساکورا در دوره سنگوکو بود.